# سوگوزه (اردهان)
سوگوزه (به ترکی استانبولی: Sugöze، به کردی: Sarzeb) یک منطقهٔ مسکونی در ترکیه است که در اردهان واقع شده‌است.